# Arrondissement di Montpellier
L'arrondissement di Montpellier è un arrondissement dipartimentale della Francia situato nel dipartimento dell'Hérault, nella regione dell'Occitania.

## Storia
Fu creato nel 1800, sulla base dei preesistenti distretti.

## Composizione
L'arrondissement è composto da 93 comuni raggruppati in 22 cantoni, 10 dei quali all'interno della città di Montpellier, ed elencati di seguito:
- cantone di Castelnau-le-Lez
- cantone di Castries
- cantone di Claret
- cantone di Frontignan
- cantone di Lattes
- cantone di Lunel
- cantone di Les Matelles
- cantone di Mauguio
- cantone di Mèze
- cantoni di Montpellier, da 1 a 10
- cantone di Pignan
- cantone di Sète-1
- cantone di Sète-2